# Cucitura

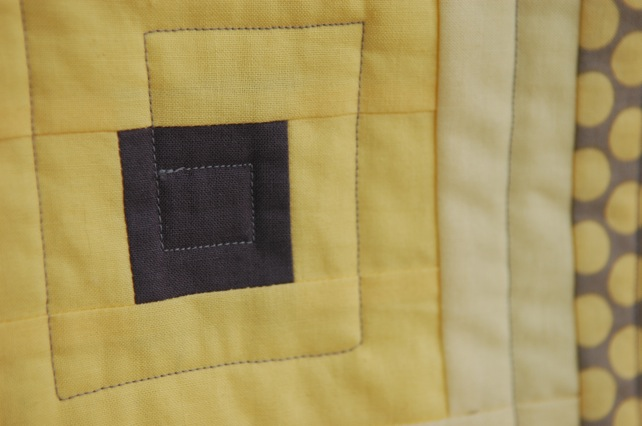
Cuciture in trapuntatura

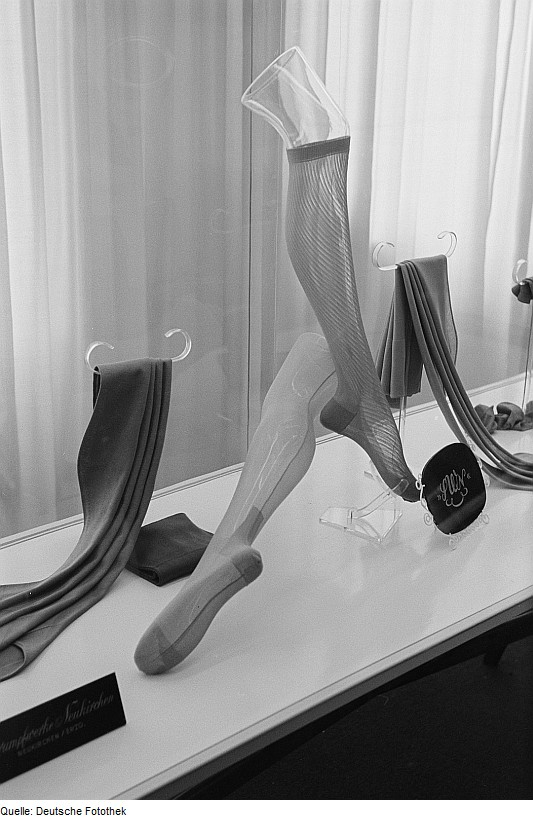
Calza di nylon con cucitura (sinistra)

Una cucitura è il giunto in cui due o più strati di tessuto, pelle o altri materiali sono tenuti insieme da cuciture. Prima dell'invenzione della macchina da cucire, tutta la cucitura veniva eseguita a mano. Nei moderni tessuti prodotti in serie, le suture sono realizzate da macchine controllate da computer.
In precedenza, le calze di nylon avevano, sul retro, una cucitura che dopo una lunga assenza è attualmente (dal 2015) di moda.

## Voci correlate

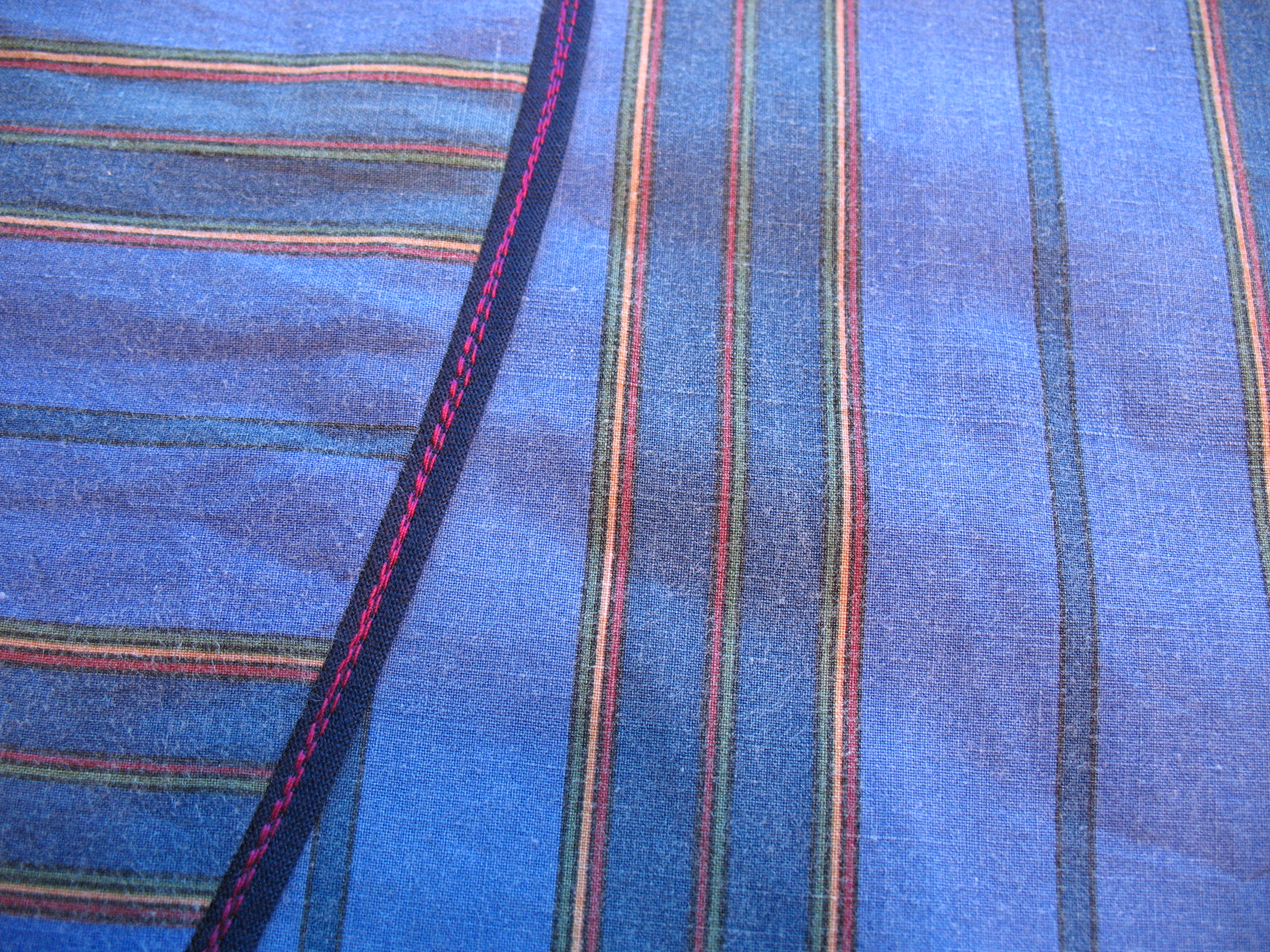
Cucitura curva